# ويليام جي. ماثر
ويليام جي. ماثر (بالإنجليزية: William G. Mather)‏ هو شخصية أعمال أمريكي، ولد في 1857 في كليفلاند في الولايات المتحدة، وتوفي في 1951 في برانتهال في الولايات المتحدة.